# Эсфандиари, Антонио
Антонио Эсфандиари (англ. Antonio Esfandiari), при рождении Амир Эсфандиари (перс. امیر اسفندیاری‎; род. 8 декабря 1978 года, Тегеран, Иран) — профессиональный игрок в покер, обладатель 3 браслетов Мировой серии покера, победитель турнира Мирового тура покера.
Когда ему было 9 лет, его семья переехала в Сан-Хосе, Калифорния.
В 19 лет он сменил имя на Антонио, более адаптированное к жизни в мексиканской общине Сан-Хосе. Тогда же начал показывать фокусы с картами. За своё мастерство он был приглашен на турнир по холдему, с чего началась его покерная карьера.
В 2012 г., в Лас Вегасе, в ходе проведения турнира по безлимитному холдему WSOP-2012 — Big One for One Drop, со взносом $1 000 000, Антонио в хедз апе обыграл  Сэма Трикетта из Великобритании, и стал обладателем «браслета мировой серии», получив $18 346 673, что является самым крупным денежным призом разыгранным в истории покера.
Путешествуя по турнирам, Антонио часто живёт вместе с Филом Лааком.
В 2012 году снялся в эпизодической роли в фильме Изгои из Бэйтауна (англ.  — The Baytown Outlaws) — в самом конце фильма он сыграл почтальона, который принёс посылку.
11 января 2016 года Эсфандиари дисквалифицируют с Main Event PCA 2016 «за серьезное нарушение этикета». Он достал бутылку и начал в неё справлять нужду. Позже покерист принес официальные извинения и рассказал, что пари заставило его пойти на такой шаг.